# Angles alternes-internes
En géométrie, deux droites coupées par une sécante forment des angles dont les sommets sont aux points d'intersection.

## Définition
Deux angles formés par deux droites coupées par une sécante sont dits alternes-internes si :
1. ils sont situés de part et d'autre de la sécante ;
2. ils sont situés entre les deux droites ;
3. ils ne sont pas adjacents.

## Droites quelconques

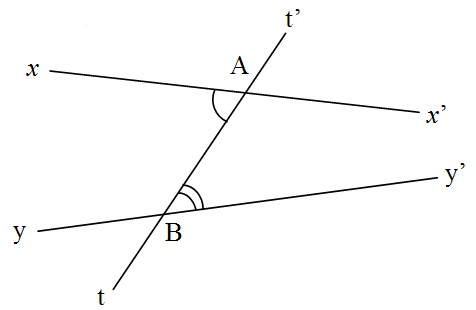
Angles alternes-internes avec deux droites quelconques.

Les droites {\displaystyle (xx')} et {\displaystyle (yy')} sont coupées respectivement en {\displaystyle A} et en {\displaystyle B} par la sécante {\displaystyle (tt')}.
{\displaystyle {\widehat {xAB}}} et {\displaystyle {\widehat {ABy'}}} sont des angles alternes-internes.

## Droites parallèles
Propriété
- Si deux droites parallèles sont coupées par une sécante, alors elles forment des angles alternes-internes de même mesure.
- Réciproquement, si deux droites coupées par une sécante forment des angles alternes-internes de même mesure, alors ces deux droites sont parallèles.

Exemple
Sur la figure suivante, les droites a et b sont parallèles, s est une sécante quelconque.

  {\displaystyle \alpha } et {\displaystyle \beta } sont des angles alternes-internes égaux .